# 萨兰莱班
萨兰莱班（法語：Salins-les-Bains，法語發音：[salɛ̃ le bɛ̃]）是法国汝拉省的一个市镇，位于该省东北部，属于隆斯勒索涅区。

## 地理
萨兰莱班（46°56'28"N, 5°52'42"E）面积24.68 平方千米，位于法国勃艮第-弗朗什-孔泰大區汝拉省，该省份为法国东部内陆省份，北起上索恩省，西北接科多尔省，西临索恩-卢瓦尔省，南至安省，东与杜省和瑞士接壤。
与萨兰莱班接壤的市镇（或旧市镇、城区）包括：圣蒂耶博、热赖斯、米永、楠苏圣安娜、阿贝热芒莱泰西、布拉孔、塞尔南、菲略斯河畔拉沙佩勒、绍-尚帕尼、克吕西、伊夫雷、马尔诺、蓬代里、普勒坦、赛兹奈、泰西。

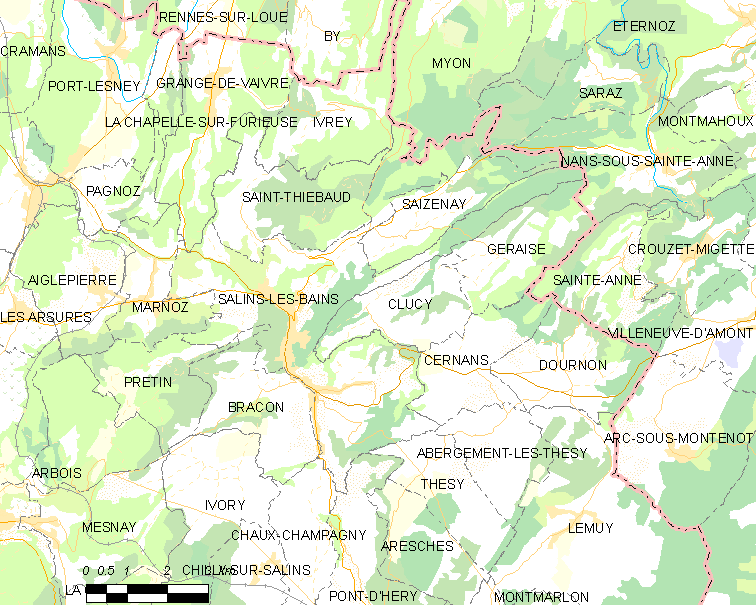
萨兰莱班的OSM定位图

萨兰莱班的时区为UTC+01:00、UTC+02:00（夏令时）。

## 行政
萨兰莱班的邮政编码为39110，INSEE市镇编码为39500。

## 政治
萨兰莱班所属的省级选区为阿尔布瓦县。

## 人口

1962-2008年间萨兰莱班人口变化图示

萨兰莱班于2022年1月1日时的人口数量为2430人。